# 木村敏雄
木村 敏雄（きむら としお、1922年1月15日 - 2019年10月11日）は、日本の地球科学者。専門は構造地質学。福岡県生まれ。

## 経歴
1938年に第一高等学校理科乙類へ入学し、1941年に東京帝国大学理学部地質学科へ入学、1943年9月に東京帝国大学大学院へ入学する。その後休学し、海軍技術見習尉官（短期）となる。1945年に海軍技術大尉となり、1946年5月に復員。10月東京帝国大学大学院に復学する。1947年9月に東京帝国大学理学部助手となり、1950年3月に名古屋大学理学部助教授、1957年に東京大学教養学部助教授となる。1958年に東京大学より理学博士の学位を受ける。1962年5月に東京大学理学部教授（地質学第二講座）、1964年より1976年まで東京大学地震研究所教授を併任、1982年定年により退職し、東京大学名誉教授となる。国際地質学連合の委員、IGCP(国際地質対比計画)国内委員会の委員長、日本学術会議古生物研究連絡委員会委員、同地質学研究連絡委員会委員などを歴任した。1997年、勲三等旭日中綬章受章。

## 研究業績
大学在学中の最初の論文は小林貞一との共著で南朝鮮産オルドビス紀の筆石に関する研究。1944年と1954年に放散虫に関する論文が6篇あるが、古生物学に関する論文はそれ以後はない。卒業論文は高知県領石地方の下部白亜系に関する研究。その後は高知県佐川の鳥ノ巣層群や福島県の相馬層群の調査をする。
野外での丁寧な観察や採集した岩石の緻密な顕微鏡観察にもとづいた岩石識別を行い、これらのデータを満足させる地質図を製作することにより、地質構造の解釈を目指した。これにより剪断褶曲や流れ褶曲などの、小構造の解析手法を確立する。また構造層準や構造階層の明確化を志し、三波川変成岩類を三宝山帯の上に衝上させた滝原衝上断層を見出したことは特筆に値する。
その後、日本列島の世界的な独自性を示すものとして、赤石裂線の研究に移り、巨大横すべり断層を研究した。古い地層ばかりではなく、瑞浪地区・名古屋周辺などの新第三系、第四系にも変形構造を認めていかねばならないと主張した。またタービダイト堆積物の周期的集積様式を発見した。
「日本の褶曲構造と分布」で、日本の古第三紀以前の地層の基本的地質構造は、複数の褶曲波面によって境された地層群の累積体からなる階層構造であることを示したが、これは後にプレート運動によって形成されたデュープレックス(duplex)構造と関連づけられた。「日本の構造区分」、「造山運動と時間」の理論的考察を経て、日本列島の構造発達史の研究を精力的に行い、『日本列島』という大著を1977年から1985年にかけて公表した（主な編著書、参照）。日本に分布するすべての地層の種類、時代、分布などの記録を現代的なものにして記載すると共に、主要地質単元の分布と地質構造を記載し（「Geology of Japan」）、その後も地層の年代と重力異常という観点から日本列島の地殻変動を見直し、(日本列島の地殻変動)を出版した。

## エピソード
木村が酒豪であることから、王維の詩にもとづいて「馬飲君白雲子」という呼称がある。

## 主な編著書
- 木村敏雄(1977)「日本列島 第1巻 秩父地向斜の時代－その形成に至るまで」、古今書院。
- 木村敏雄(1979)「日本列島 第2巻上 日本列島の骨組みの形成－その形成に至るまで」、古今書院。
- 木村敏雄(1980)「日本列島 第2巻下 日本列島の骨組みの形成－その形成に至るまで」、古今書院。
- 木村敏雄(1983)「日本列島 第3巻上 島弧の移動・湾曲、接続と解体－その形成に至るまで」、古今書院。
- 木村敏雄(1985)「日本列島 第3巻中 島弧の移動・湾曲、接続と解体－その形成に至るまで」、古今書院。
- 木村敏雄(1985)「日本列島 第3巻下 島弧の移動・湾曲、接続と解体－その形成に至るまで」、古今書院。
- 木村敏雄(1984)「地質構造の科学」、朝倉書店。
- Kimura, T., Hayami, I. and Yoshida, S. (1991) Geology of Japan, University of Tokyo Press.
- 木村敏雄, 速水格, 吉田鎮男『日本の地質』東京大学出版会、1993年。ISBN 4130607030。 NCID BN0916556X。全国書誌番号:93056772。
- 木村敏雄『日本列島の地殻変動 : 新しい見方から』愛智出版、2002年。ISBN 487256409X。 NCID BA59262894。全国書誌番号:20341127。